# Amadou Diawara
Amadou Diawara (Conakry, 17 juli 1997) is een Guinees voetballer die doorgaans als middenvelder speelt. Diawara debuteerde in 2018 in het Guinees voetbalelftal.

## Carrière

### Jeugd
Diawara begon op tienjarige leeftijd met voetballen op een voetbalschool in Guinee. In zijn geboorteland speelde hij voor Syli Authentic en FC Séquence alvorens hij in 2014 ontdekt werd door de Italiaanse scout Robert Visan. Toen Diawara in Italië arriveerde, werd hij aangemeld bij de amateurclub Virtus Cesena.
In februari 2015 kwam hij  na een proefperiode terecht bij San Marino Calcio, uitkomend in de vierde divisie van Italië. Hij maakte zijn debuut in het betaald voetbal op 2 februari 2015 in de met 2−3 verloren thuiswedstrijd tegen Ascoli Calcio. Diawara speelde de volledige wedstrijd.

### Bologna
In juli 2015 tekende hij een contract tot medio 2020 bij Bologna, dat circa £ 420.000 voor hem betaalde aan San Marino Calcio. Hij maakte zijn debuut voor de club op 14 augustus 2015 in de Coppa Italia tegen AC Pavia. Acht dagen later volgde zijn debuut in de Serie A tegen Lazio Roma. Diawara kwam na 83 minuten het veld in als vervanger van Lorenzo Crisetig. Hij groeide uit tot een vaste waarde voor de club en kwam in zijn eerste seizoen tot 35 optredens.

### Napoli
Op 26 augustus 2016 tekende hij een contract tot medio 2021 bij SSC Napoli. Diawara kwam in zijn eerste seizoen tot 18 competitiewedstrijden en maakte zijn debuut in de Champions League. Hij speelde in een tweeluik tegen Real Madrid (6-1 verlies over twee duels) beide wedstrijden als basisspeler. Op 17 oktober 2017 maakte de middenvelder vanaf elf meter zijn eerste doelpunt voor Napoli, in een Champions League-wedstrijd tegen Manchester City.

### AS Roma
Op 1 juli 2019 tekende Diawara een contract tot medio 2024 bij AS Roma, dat circa € 21.000.000,- voor hem betaalde aan SSC Napoli.

### RSC Anderlecht
Op 31 augustus 2022 nam RSC Anderlecht de 25-jarige Diawara over van AS Roma als alternatief voor de langdurig geblesseerde Adrien Trebel. De nieuwe middenvelder van paars-wit tekende voor drie seizoenen. In het seizoen 2022/23 reikte Diawara met Anderlecht tot de kwartfinale van de UEFA Conference League, waarin het werd uitgeschakeld door AZ.
Op 4 februari 2025 vonden RSC Anderlecht en Diawara een akkoord om het contract van de speler, dat nog liep tot medio 2025, in onderling overleg te verbreken. Diawara kwam al even niet meer aan spelen toe bij RSC Anderlecht.

### Eldense
Na tweeëneenhalf seizoen in België vertrok hij naar de Spaanse tweede klasse, naar CD Eldense, waar hij drie maanden bleef. In die periode speelde hij twaalf wedstrijden en scoorde hij twee doelpunten. Aan het einde van het seizoen mocht hij vertrekken.

## Clubstatistieken
| Seizoen | Club              | Competitie      | Competitie | Competitie | Beker | Beker | Internationaal | Internationaal | Totaal | Totaal |
| Seizoen | Club              | Competitie      | Wed.       | Dlp.       | Wed.  | Dlp.  | Wed.           | Dlp.           | Wed.   | Dlp.   |
| ------- | ----------------- | --------------- | ---------- | ---------- | ----- | ----- | -------------- | -------------- | ------ | ------ |
| 2014/15 | San Marino Calcio | Lega Pro        | 15         | 0          | 0     | 0     | −              | −              | 15     | 0      |
| 2015/16 | Bologna           | Serie A         | 34         | 0          | 1     | 0     | −              | −              | 35     | 0      |
| 2016/17 | Napoli            | Serie A         | 18         | 0          | 4     | 0     | 6              | 0              | 28     | 0      |
| 2017/18 | Napoli            | Serie A         | 18         | 1          | 1     | 0     | 8              | 1              | 27     | 2      |
| 2018/19 | Napoli            | Serie A         | 13         | 0          | 2     | 0     | 4              | 0              | 19     | 0      |
| 2019/20 | AS Roma           | Serie A         | 22         | 1          | 2     | 0     | 6              | 0              | 30     | 1      |
| 2020/21 | AS Roma           | Serie A         | 18         | 1          | 0     | 0     | 10             | 0              | 28     | 1      |
| 2021/22 | AS Roma           | Serie A         | 4          | 0          | 0     | 0     | 4              | 0              | 8      | 0      |
| 2022/23 | RSC Anderlecht    | Eerste Klasse A | 22         | 1          | 2     | 0     | 11             | 0              | 35     | 1      |
| 2023/24 | RSC Anderlecht    | Eerste Klasse A | 11         | 0          | 1     | 0     | 0              | 0              | 12     | 0      |
| 2024/25 | RSC Anderlecht    | Eerste Klasse A | 0          | 0          | 0     | 0     | 0              | 0              | 0      | 0      |
| Totaal  | Totaal            | Totaal          | 175        | 4          | 13    | 0     | 49             | 1              | 237    | 5      |

## Interlandcarrière
Diawara debuteerde op 12 oktober 2018 in het Guinees voetbalelftal, in een met 2–0 gewonnen kwalificatiewedstrijd voor het Afrikaans kampioenschap 2019 thuis tegen Rwanda. Hij maakte een jaar later ook deel uit van de Guinese ploeg op het hoofdtoernooi zelf. In 2022 en 2024 vertegenwoordigde Diawara andermaal zijn land op de Afrika Cup.